# Silvina Corvalán
Silvina Corvalán Mayoral (n. 1973) es una jugadora de hockey sobre césped argentina, ya retirada, que jugó en la posición de defensora y obtuvo dos medallas de oro en los Juegos Panamericanos (1995 y 1999). En 1993 se consagró campeona Mundial Junior en Terrassa.

## Biografía
Se inició en el Saint Catherine´s Moorlands School. En 1992 participó de los Juegos Panamericanos Junior en Caracas ganando la medalla de oro. En 1993 se consagró campeona Mundial Junior en Terrassa.
En 1995, fue convocada a la selección mayor, ganando ese mismo año la medalla de oro en los Juegos Panamericanos de Mar del Plata 1995. En 1995 participó de la Champion Trophy Mar del Plata (Argentina). Ese mismo año integró la selección que disputó el torneo preolímpico en Ciudad del Cabo, saliendo en el 4º lugar.

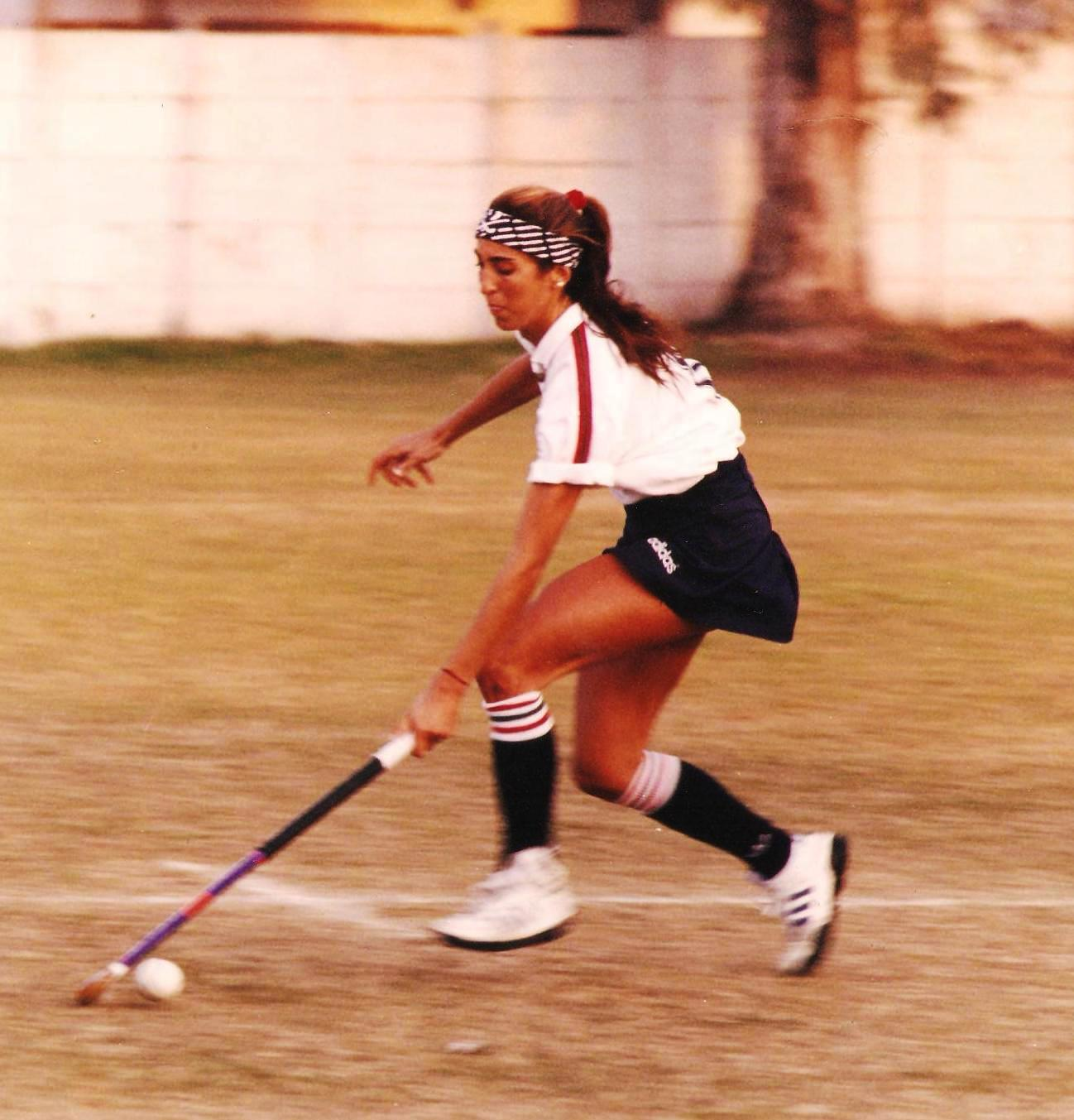
Silvina Corvalan

En 1996, integró el equipo de Las Leonas que participó en los Juegos Olímpicos de Atlanta, donde el equipo finalizó 7º obteniendo diploma olímpico. En 1999 participó de la Champion Trophy Brisbane (Australia) y repitió el logro medalla de oro en los Juegos Panamericanos de 1999, celebrados en Winnipeg.

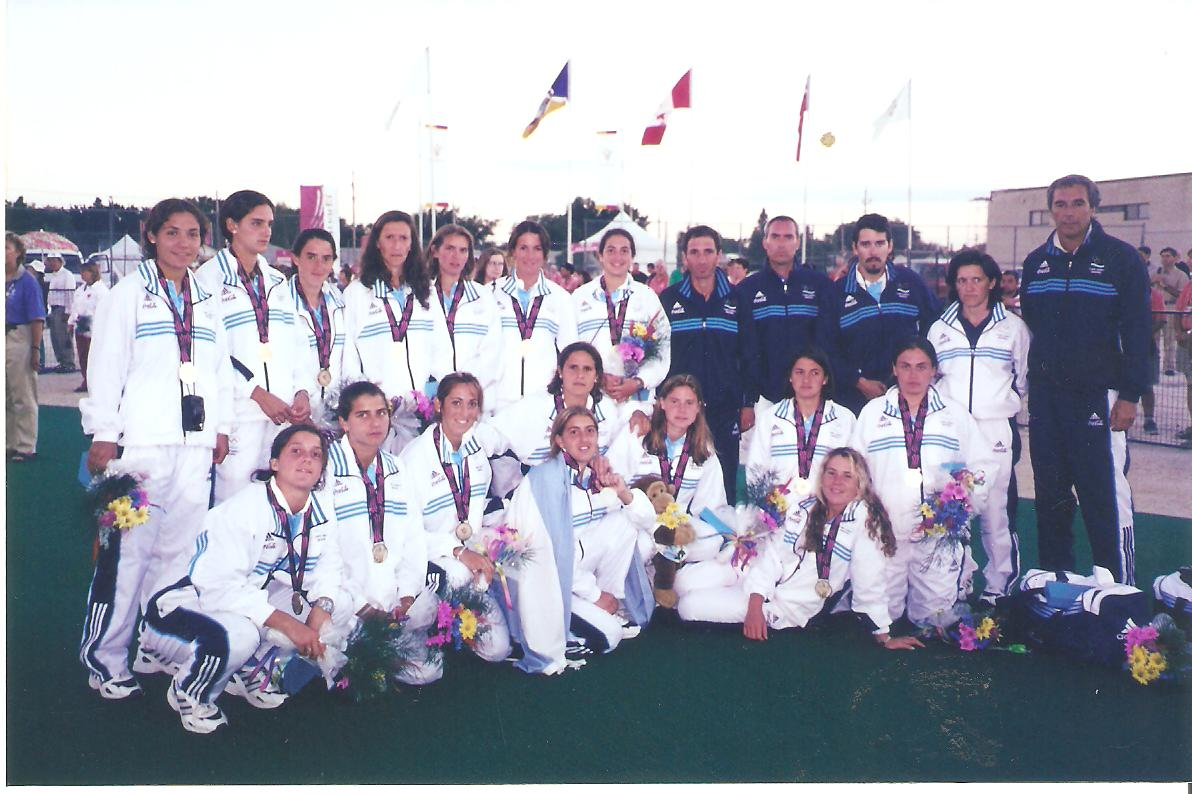
Juegos Panamericanos Winnipeg 1999